# Деккер, Эрик
Хендрик (Эрик) Деккер (нидерл. Hendrik (Erik) Dekker; род. 21 августа 1970, Хогевен) — нидерландский шоссейный велогонщик, на протяжении всей карьеры выступавший за команду «Rabobank», и в настоящее время работающий в ней менеджером.

## Карьера
Эрик Деккер проехал свою первую велогонку в 8 лет, а в 15 его пригласили в юниорскую национальную сборную. Главным его достижением в эти годы стало второе место на чемпионате мира 1987 года среди юниоров в Бергамо. Последняя гонка Деккера в качестве любителя также принесла ему серебряную медаль — на этот раз в групповой гонке Барселонской олимпиады. Сразу после неё он подписал контракт с нидерландской командой «Buckler», через 4 года переименованной в «Rabobank». Спустя месяц после олимпиады Эрик победил в первой гонке в профессионалах, опередив на финише этапа Тур де л'Авенир Лэнса Армстронга. В 1994 году он выиграл первую многодневку, Тур Швеции, и впервые проехал Тур де Франс. Через 2 года Деккере выиграл индивидуальную гонку национального чемпионата, позже он дважды повторил этот успех. В 1997 году Эрик победил на Туре Нидерландов, но следующий год был потерян из-за травм. В 2000 году он выиграл на трёх этапах французской супермногодневки, что принесло ему приз самому агрессивному гонщику, а осенью впервые победил на классической велогонке, Классике Сан-Себастьяна. Через год Деккер первенствовал на Амстел Голд Рейс (снова победа в финишном спринте против Армстронга), и выиграл ещё один этап Тур де Франс. Осенью он был близок к медали чемпионата мира как никогда, но стал 4-м. Однако удачные выступления на классиках принесли Деккеру победу в Мировом кубке, а также звание Спортсмена года в Нидерландах. В дальнейшем его успехи пошли на спад, а в 2006 году после тяжёлого падения на Тур де Франс Деккер завершил карьеру.

## Главные победы
- Мировой шоссейный кубок UCI (2001)
- 4 этапа (2000—2001) и  приз самому агрессивному гонщику (2000) на Тур де Франс
- Классика Сан-Себастьяна (2000)
- Амстел Голд Рейс (2001)
- Париж — Тур (2004)
- Тиррено — Адриатико (2002)
- Тур Нидерландов (1997, 2000)
- Чемпионат Нидерландов в групповой (2004) и индивидуальной гонках (1996, 2000, 2002)
- Тур Швеции (1994, 1995)
- Гран-при Эдди Меркса (с Марком Ваутерсом, 1999)
- Вуэльта Андалусии (2001)